# Nouveau Bulletin des Sciences, publié par la Société Philomatique de Paris
Nouveau Bulletin des Sciences, publié par la Société Philomatique de Paris (abreviado Nouv. Bull. Sci. Soc. Philom. Paris) es un libro con ilustraciones y descripciones botánicas que fue editada en París por la Société Philomatique de Paris, desde 1807 hasta 1833. En 1814-24 publicado como Bull. Sci. Soc. Philom. Paris, en los años  1827-31 no fue publicada.